# Військова академія зв'язку імені С. М. Будьонного
Військова академія зв'язку імені С. М. Будьонного — вищий військовий навчальний заклад Санкт-Петербурга, заснований 1919 року.

## Історія
- 8 листопада 1919 року було засновано академію. Первинна назва — «Вища військова електротехнічна школа комскладу РСЧА»
- 21 січня 1941 року наказом Народного комісара оборони СРСР академія отримала назву Військової електротехнічної академії зв'язку.
- 5 липня 1946 року на підставі директиви ГШ РСЧА ВНЗ отримав назву Військової Червонопрапорної академії зв'язку імені С. М. Будьонного.
- 29 серпня 1998 року постановою уряду Російської Федерації № 1009 Військову академію зв'язку переформовано на Військовий університет зв'язку з філіями в містах Рязань, Кемерово, Ульяновськ.
- 9 липня 2004 року постановою уряду Росії № 937-р Військовий університет отримав свою сучасну назву.

## Спеціальності
Підготовка офіцерів з повною військово-спеціальною підготовкою:
- 210401 — Фізика й техніка оптичного зв'язку
- 210404 — Багатоканальні телекомунікаційні системи
- 210405 — Радіозв'язок, радіомовлення й телебачення
- 210406 — Мережі зв'язку й системи комутації
- 230101 — Обчислювальні машини, комплекси, системи й мережі
- 230102 — Автоматизовані системи обробки інформації та управління
- 230105 — Програмне забезпечення обчислювальної техніки й автоматизованих систем

Термін навчання — 5 років. Форма навчання — денна.

## Нагороди
- Орден Червоного Прапора
- Орден Леніна

## Відомі випускники й викладачі
- Дьяконов Анатолій Олександрович (11(24) червня 1907 — 8 серпня 1972) — радянський воєначальник, Герой Радянського Союзу, генерал-лейтенант. 1936 року заочно закінчив Військову академію
- Дорофеєв Анатолій Васильович (1920–2000), Герой Російської Федерації. З квітня до жовтня 1943 року — слухач командно-інженерного факультету (прискорений курс)
- Саркісян Тадей Тачатович (1923–2010) — радянський вчений, державний діяч, навчався в академії з 1942 до 1946 року
- Фінк Лев Матвійович (11 лютого 1910 — 8 грудня 1988) — радянський вчений. Викладав на кафедрі радіоприймальних пристроїв ВКАЗ[2]. Доктор технічних наук
- Варюхін Володимир Олексійович (1921—2007) — доктор технічних наук, професор, Заслужений діяч науки УРСР, генерал-майор, основоположник теорій багатоканального аналізу та цифрових антенних решіток.